# 서혁수
서혁수(徐爀秀, 1973년 10월 1일 ~ )는 선수 시절 전북 현대 모터스, 성남 FC, 브리즈번 로어 등에서 중앙 미드필더로 활약한 대한민국 출생 호주의 전 축구 선수이자 현 지도자로 2007년 호주 국적을 취득했으며 2016년부터 현재까지 제주국제대학교 감독으로 재직 중이다. 그의 아들은 현재 K3리그 FC 목포에서 센터백으로 활동하고 있는 서승우다.

## 개요
충청북도 제천시 출생으로 청주상업고등학교, 경희대학교를 졸업하였다. 오스트레일리아 A-리그에서 활약할 당시, 오스트레일리아 사람들이 서혁수의 성을 오스트레일리아식으로 읽어 '세오(Seo)'라는 애칭으로 불렀다. 단단하고 다부진 체력을 앞세운 경기력을 자랑하여 '맷돌'이라는 별명이 붙기도 하였다.

## 축구인 생활

### 선수 생활
1998년 전북 현대 모터스에서 데뷔하여, 팀의 FA컵 2회 우승 (2000년, 2003년)과 1회 준우승 (1999년), 2002년 아시안 컵 위너스컵 준우승 등에 공헌하였고, 1999년 K-리그 컵 공동 도움왕에 올랐다. 2004년 성남 일화 천마로 이적하였고, 2005년 오스트레일리아 A-리그의 퀸즐랜드 로어 FC로 옮겨 활약하였다. 퀸즐랜드 로어 FC로 이적한 뒤에 축구팬들이 뽑은 2005-06시즌 가장 인상적인 활약을 보인 외국인 선수 3위에 선정되기도 하는 등 뛰어난 활약을 펼쳤고, 2007-08시즌 팀의 플레이오프 진출에 공헌하였다. 2009년 팀과 재계약을 하지 않은 후, 브리즈번 프리미어 리그의 브리즈번 올림픽 유나이티드 SC로 이적하였다.

## 경력

### 선수 경력
- 1998년 ~ 2003년  전북 현대 모터스
- 2004년  성남 일화 천마
- 2005년 ~ 2009년  퀸즐랜드 로어 FC
- 2009년 ~ 2010년  브리즈번 올림픽 유나이티드 SC

## 수상

### 개인
- 2005년 오스트레일리아 A-리그 선정 가장 인상적인 활약을 보인 외국인 선수 3위

### 클럽

#### 전북 현대 모터스
- FA컵 우승 2회 (2000년, 2003년)
- FA컵 준우승 1회 (1999년)
- 대한민국 슈퍼컵 준우승 1회 (2001년)
- 아시안 컵 위너스컵 준우승 1회 (2002년)

#### 성남 일화 천마
- K-리그 우승 1회 (2003년)